# Charles Bataille
Charles Bataille, né à Pontgouin (Eure-et-Loir) le 27 janvier 1828 et mort à Paris 12e le 9 décembre 1868, est un journaliste, chansonnier, poète, romancier et auteur dramatique français.

## Biographie
André Charles Casimir Bataille est le fils de Jean Baptiste André Bataille, laboureur, demeurant à la ferme de la Rivière à Pongouin, natif de Landelles (Eure-et-Loir) et de Françoise Agathe Barbier, native de Marchéville (Eure-et-Loir).
Ses parents souhaitant le voir devenir notaire l'envoient à Paris faire des études de droit qu'il délaisse rapidement, préférant fréquenter le milieu littéraire. Habitant rue Neuve-des-Martyrs, il se lie d'amitié avec Nadar.
Il publie ses premières œuvres en 1850 (poésie et pièce de théâtre). Il est emprisonné en août 1850 à la prison de Clichy pour dettes.
En 1851, il part à Londres et travaille sous la direction du dessinateur Constantin Guys à un Illustrated London News en français qui doit être édité pendant toute la durée de l'Exposition universelle de 1851. Jules Verne lui dédie alors sa chanson Les Gabiers, chanson maritime sur une musique d'Aristide Hignard, publiée chez J. Meissonnier Fils.
Il fait partie du Panthéon Nadar (1854)
À partir de 1854, il collabore à divers journaux dont Le Gaulois, Le Diogène, Le Charivari et Le Figaro (1854-1866) où il tenait les critiques littéraires, auteur parfois sous les pseudonymes de Paul Dyas ou Antonio, il est célèbre pour être l'auteur de la nécrologie de Charles Baudelaire parue dans Le Charivari du 8 septembre 1867. Il apparaît comme un polémiste brillant et un courriériste plein de verve et d'humour.
En 1859, il s'associe avec Amédée Rolland pour écrire un drame réaliste en cinq actes et en prose intitulé Un usurier de village. Représentée pour la première fois au Théâtre de l'Odéon le 4 mai 1859, la pièce connaît un succès durable.
Le 12 août 1867, il épouse Jeanne Hennequin et s'installe à Enghien 7 rue de Mora.
En 1868, il publie un roman Antoine Quérard.
Atteint de troubles mentaux, il meurt le 9 décembre 1868 au cours d'une crise dans une clinique parisienne situé 90 rue de Picpus où il avait reçu la visite de son compatriote, le cardinal Pie.
Ses obsèques ont lieu le 11 décembre 1868, un hommage lui est rendu par Étienne Carjat. Il est inhumé au cimetière de Montmartre, division 16, le 11 mars 1868.

## Œuvres
- Les Nouveaux Mondes, poème, 1859
- Le Monde interlope, poèmes, 1859
- Le Mouvement italien, Victor-Emmanuel et Garibaldi, Dentu, 1860
- Le Cas de M. de Mirecourt, 1862
- Un drame au village, 1862
- Antoine Quérard, roman, avec E. Rasetti, 1862
- La Grande symphonie des punaises, paroles de Nadar (pseudonyme : le Géant du boulevard des Capucines) et Charles Bataille (pseudonyme : le docteur Quérard, de Chartres), musique de Jacques Offenbach (pseudonyme : le Jettatore du passage Choiseul), imprimée en 1864 à la suite de la première édition du Théâtre érotique.
- Un usurier de village, drame en cinq actes, en prose, théâtre de la Porte-Saint-Martin, avec Amédée Rolland, 1867
- Les Premières Rimes, par Antonin Poulet (préface), 1867